# Eurocomunismo
O eurocomunismo, também conhecido como comunismo democrático ou neocomunismo, foi uma vertente da ideologia e da teoria comunista surgida entre os partidos comunistas dos países da Europa Ocidental, na década de 1970, particularmente Itália, França e Espanha, tendo recebido, também, o apoio do Partido Comunista da Grã-Bretanha, do Partido Comunista da Bélgica, do Partido Comunista da Grécia (Interior) e do Partido Comunista dos Países Baixos. Criticado como revisionista do marxismo pelos comunistas ortodoxos ou saudado como alternativa ao stalinismo pelos admiradores, o eurocomunismo apresentou-se como uma versão democrática da ideologia comunista, buscando um intermédio socialista entre a social-democracia clássica e os regimes comunistas então implantados no Leste europeu e estruturados em torno da burocracia do partido único.
Entretanto, nenhum partido ou movimento eurocomunista conseguiu estabelecer-se no poder e implantar seus projetos: na Itália, onde o Partido Comunista Italiano (PCI) se destacou na elaboração de importantes pontos teóricos, a política de "compromisso histórico" com a Democracia Cristã teve vida relativamente curta, assediada pelo terrorismo de esquerda. Muito particularmente, o sequestro e e o posterior assassinato de Aldo Moro, líder democrata-cristão, por parte das Brigadas Vermelhas, privaram o PCI do seu mais importante interlocutor na Itália. Além disso, rapidamente o PCI se viu isolado no quadro europeu, perdendo o apoio dos partidos comunistas francês e espanhol. Restou ao líder do PCI, Enrico Berlinguer, a interlocução com importantes dirigentes social-democratas, como Olof Palme e Willy Brandt.
Ainda no auge do movimento, teve circulação internacional uma expressão cunhada por Enrico Berlinguer, secretário-geral do PCI. Em 1977, numa conferência de partidos comunistas de todo o mundo, realizada em Moscovo, na União Soviética, Berlinguer referiu-se à democracia política como "valor universal". Os eurocomunistas do Partido Comunista Italiano também legaram uma significativa reflexão em torno de temas cruciais, como a articulação entre hegemonia, célebre conceito de Antonio Gramsci, e pluralismo político, vigente nas sociedades ocidentais.

## Terminologia
A origem do termo Eurocomunismo foi alvo de grande debate em meados da década de 1970, sendo atribuído a Zbigniew Brzezinski e Arrigo Levi, entre outros. Jean-François Revel escreveu uma vez que "uma das diversões favoritas dos 'cientistas políticos' é procurar o autor do termo eurocomunismo". Em abril de 1977, o Deutschland Archiv decidiu que a palavra foi usada pela primeira vez no verão de 1975 pela jornalista jugoslava Frane Barbieri, ex-editora da revista NIN de Belgrado. Fora da Europa Ocidental, às vezes é chamado de neocomunismo. Esta teoria enfatiza uma maior independência face à União Soviética.

## Fundamentos teóricos e inspirações

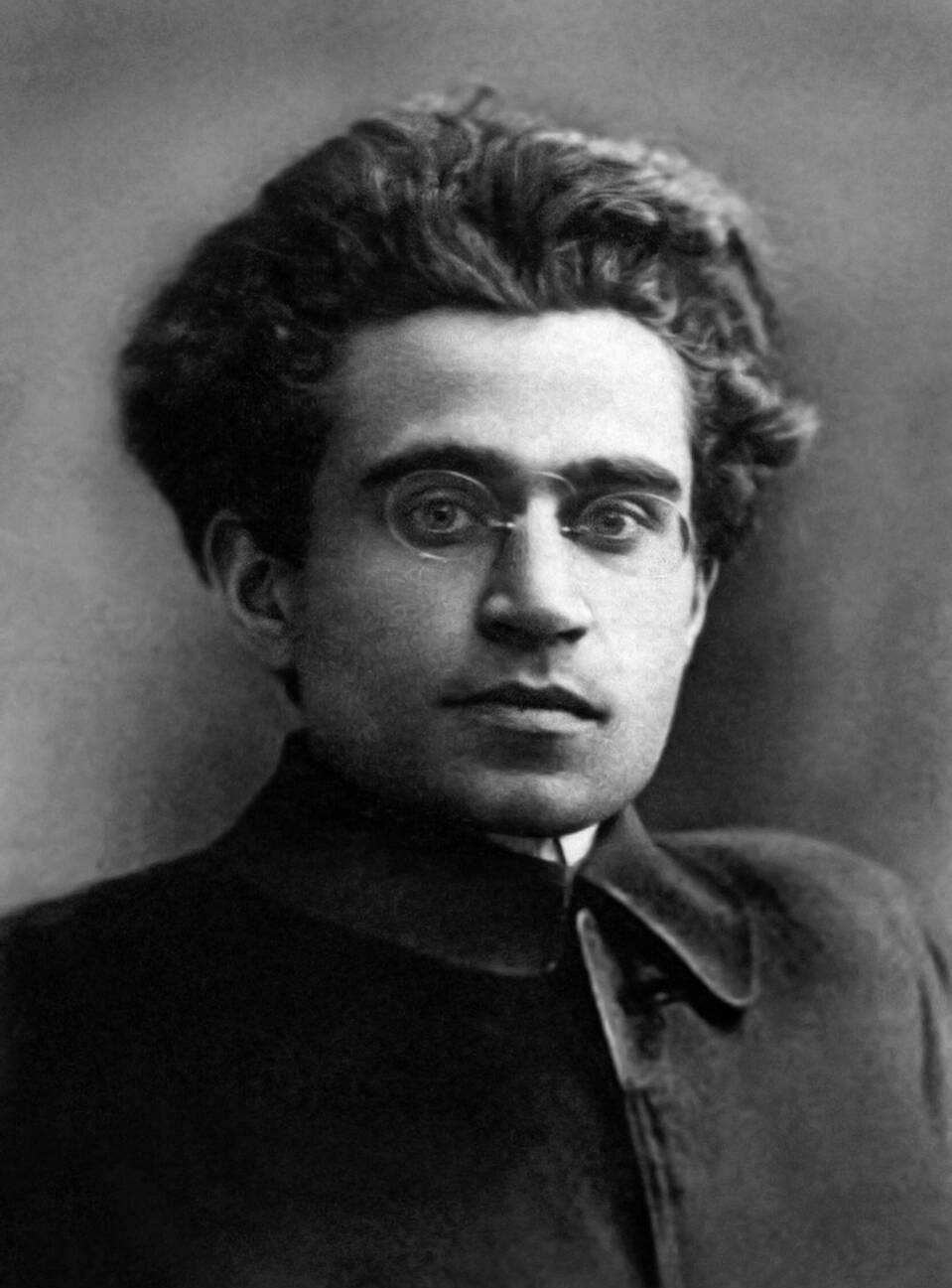
Antonio Gramsci, o principal fundamento teórico do eurocomunismo.

De acordo com Perry Anderson, o principal fundamento teórico do eurocomunismo foi a escrita de Antonio Gramsci sobre a teoria marxista, que questionou o sectarismo da esquerda e encorajou os partidos comunistas a desenvolverem alianças sociais para ganhar apoio hegemónico para as reformas sociais. As primeiras inspirações também podem ser encontradas no austromarxismo e na sua busca por uma terceira via democrática para o socialismo.
Os partidos eurocomunistas expressaram a sua fidelidade às instituições democráticas com mais clareza do que antes e tentaram ampliar o seu apelo ao abraçar os trabalhadores da classe média do setor público, novos movimentos sociais como o feminismo e a libertação gay e questionar mais publicamente a União Soviética. No entanto, o eurocomunismo não foi tão longe quanto o movimento da Nova Esquerda centrado na Anglosfera, que originalmente se inspirou na nouvelle gauche francesa, mas no decorrer dos eventos foi além de seus teóricos académicos, abandonando amplamente o materialismo histórico marxista, a luta de classes e as suas instituições tradicionais como os partidos comunistas.

### Principais teses
A teoria e a estratégia do Eurocomunismo podem ser resumidas com os seguintes pontos:
- A impossibilidade de uma revolução proletária com base no modelo da Revolução Russa nos países industrializados[10];
- O socialismo só pode ser alcançado através do consenso da maioria da população, recorrendo às instituições parlamentares formais, respeitadas pela grande maioria das pessoas, tendo em conta as diferentes realidades nacionais, recorrendo a governos de coligação[10];
- Ao intervir na vida económica, o Estado herda as contradições da sociedade capitalista, tornando-se assim uma arena para a luta de classes[10];
- Um "teste de força", ou batalha, com a classe dominante deve ser evitado a todo custo. Não só terminaria em derrota, mas poria em risco o caminho gradual e parlamentar para o socialismo[10];
- A dissolução simultânea dos dois blocos politico-militares (NATO e Pacto de Varsóvia)[11];
- Negação de quaisquer apoios vindos do Partido Comunista da União Soviética;
- Ajudados pela pressão e mobilização das massas, os socialistas deveriam ganhar a maioria no parlamento, o que poderia dar lugar a uma série de reformas que transformariam o sistema em etapas[10];
- A primeira etapa dessa transformação deveria ter como objetivo os maiores monopólios capitalistas. Para tal, seria necessária uma aliança que incluísse não só a classe trabalhadora, como também classes das classes médias. Por esse motivo, o sistema de propriedade privada não poderia ser contestado, provavelmente inspirado na Nova Política Económica, de Lenin[10].

#### Legado da Primavera de Praga

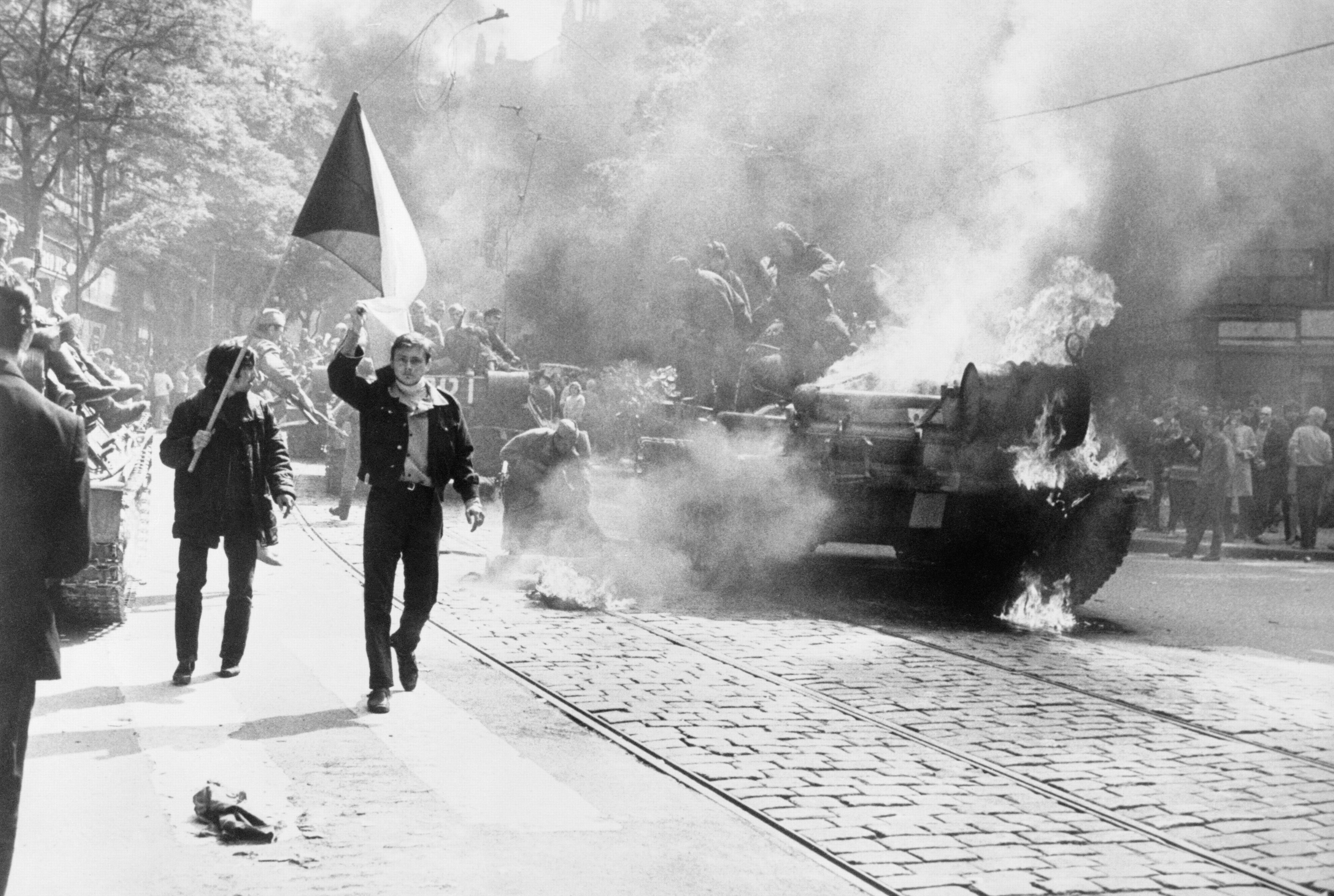
Durante a invasão soviética da Checoslováquia, os checoslovacos carregaram a sua bandeira nacional diante de um tanque soviético em chamas em Praga.

A Primavera de Praga e particularmente o seu esmagamento pela União Soviética em 1968 tornou-se um ponto de viragem para o mundo comunista. O líder da Roménia, Nicolae Ceauşescu, criticou veementemente a invasão soviética num discurso, declarando explicitamente o seu apoio à liderança checoslovaca de Alexander Dubček. Enquanto o Partido Comunista Português, o Partido Comunista Sul-Africano e o Partido Comunista dos EUA apoiaram a posição soviética, o Partido Comunista Italiano (PCI) e o Partido Comunista de Espanha (PCE) denunciaram firmemente a ocupação. A liderança do Partido Comunista da Finlândia (SKP) e do Partido Comunista Francês (PCF), que haviam implorado pela conciliação, expressaram a sua desaprovação sobre a intervenção soviética, com o PCF a criticar publicamente uma ação soviética pela primeira vez na sua história. O Partido Comunista da Grécia (KKE) sofreu uma grande divisão sobre as disputas internas relacionadas à Primavera de Praga, com a facção pró-Dubček rompendo laços com a liderança soviética e fundando o Partido Comunista da Grécia (Interior).

## História

### Desenvolvimentos nos partidos comunistas da Europa Ocidental

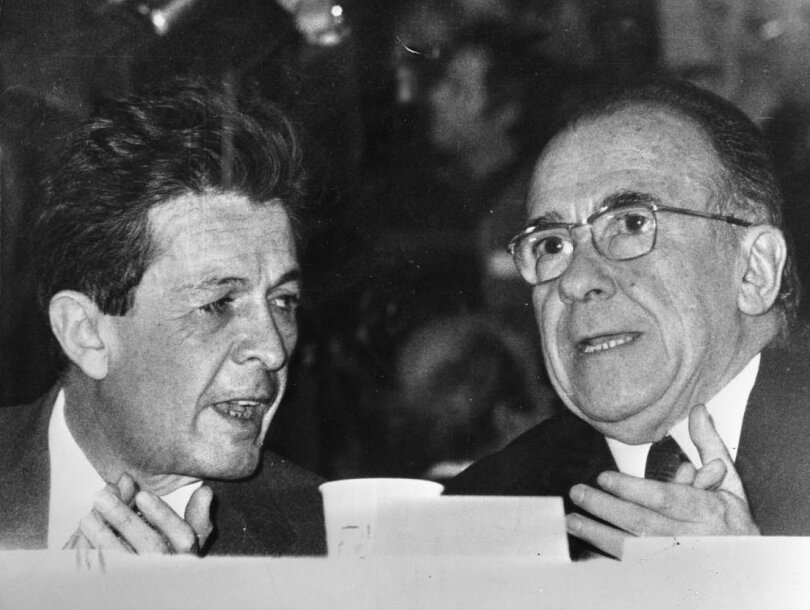
Enrico Berlinguer (PCI) e Santiago Carrillo (PCE), expoentes máximos do eurocomunismo.

Alguns partidos comunistas com forte apoio popular, notadamente o PCI e o PCE, adotaram o eurocomunismo com mais entusiasmo. O Partido Comunista da Finlândia era dominado por eurocomunistas. Na década de 1980, a facção tradicional pró-soviética se separou, chamando o principal partido de revisionista. Pelo menos um partido de massa, como o Partido Comunista Francês, bem como muitos partidos menores opôs-se fortemente ao eurocomunismo e permaneceu alinhado às posições do Partido Comunista da União Soviética até o fim da União Soviética, embora o PCF tenha feito uma breve mudança em direção eurocomunista em meados da década de 1970.
O PCE e o seu referente catalão, o Partido Socialista Unificado da Catalunha, já se haviam comprometido com a política possibilista liberal da Frente Popular durante a Guerra Civil Espanhola. O líder do PCE, Santiago Carrillo, escreveu o livro de definição do Eurocomunismo, Eurocomunismo y estado (Eurocomunismo e o Estado) e participou do desenvolvimento da constituição liberal democrática quando a Espanha emergiu da ditadura de Francisco Franco. O Partido Comunista da Áustria, o Partido Comunista da Bélgica, o Partido Comunista da Grã-Bretanha e o Partido Comunista dos Países Baixos também se tornaram eurocomunistas.
O PCI em particular vinha a desenvolver uma linha independente de Moscovo por muitos anos antes, que já havia sido exibida em 1968, quando o partido se recusou a apoiar a invasão soviética de Praga. Em 1975, o PCI e o PCE haviam feito uma declaração sobre o "caminho para o socialismo" a ser feito em "paz e liberdade". Em 1976, o líder do PCI, Enrico Berlinguer, havia falado de um "sistema pluralista" (sistema pluralistico traduzido pelo intérprete como "sistema multiforme") em Moscovo e na frente de 5000 delegados comunistas descreveu as intenções do PCI de construir "um socialismo que acreditamos necessário e possível apenas na Itália" O Compromisso Histórico (compromesso storico) com a Democracia Cristã, travado pelo sequestro e assassinato de Aldo Moro em 1978, foi uma consequência desta nova política, enquanto do ponto de vista doutrinário a publicação em Rinascita, o jornal do PCI, de uma resposta ao artigo de Mondoperaio de Norberto Bobbio, assinada por Umberto Cerroni, deu início a um debate que ocupou centenas de páginas em revistas e jornais italianos, mobilizando algumas dezenas de autores entre 1975 e 1976.
O SKP mudou a sua liderança em 1965 com a mudança do cargo de liderança do stalinista Aimo Aaltonen, que tinha até uma foto de Lavrentiy Beria no seu escritório, para um sindicalista revisionista e bastante popular Aarne Saarinen. O mesmo aconteceu de forma ainda mais drástica quando a Liga Democrática do Povo Finlandês também mudou a sua liderança, com o reformista Ele Alenius à frente. Em 1968, esses foram os únicos partidos a se oporem diretamente às ações do militarismo soviético em Praga em 1968, portanto as duas organizações dividiram-se de facto em dois partidos diferentes, um reformista e um soviético. O que era peculiar era que a ala jovem era quase completamente taistolaísta. O progresso foi difícil de fazer, pois o partido concordou que o movimento taistolaísta fortemente pró-soviético em homenagem ao seu líder Taisto Sinisalo tinha direitos iguais de poder no partido, embora fosse uma minoria e a grande maioria do partido fosse eurocomunista. Em 1984, com uma forte maioria eurocomunista, as organizações pró-soviéticas foram expulsas do partido já enfraquecido. Os pró-soviéticos formaram a sua própria organização chamada Movimento Democrático. Em 1990, a nova Aliança de Esquerda integrou os partidos, mas Alenius optou por não ser membro.
Os comunistas da Europa Ocidental chegaram ao eurocomunismo por meio de uma variedade de rotas. Para alguns, foi a sua experiência direta de ação feminista e semelhante, enquanto para outros foi uma reação aos eventos políticos da União Soviética no apogeu do que Mikhail Gorbachev mais tarde chamou de Era da Estagnação. Este processo foi acelerado após os eventos de 1968, particularmente o esmagamento da Primavera de Praga. A política de détente também desempenhou um papel. Com a guerra menos provável, os comunistas ocidentais estavam sob menos pressão para seguir a ortodoxia soviética, mas também queriam envolver-se com um aumento da militância proletária ocidental, como o outono quente da Itália e o movimento sindicalista da Grã-Bretanha.

### A Conferência de Berlim

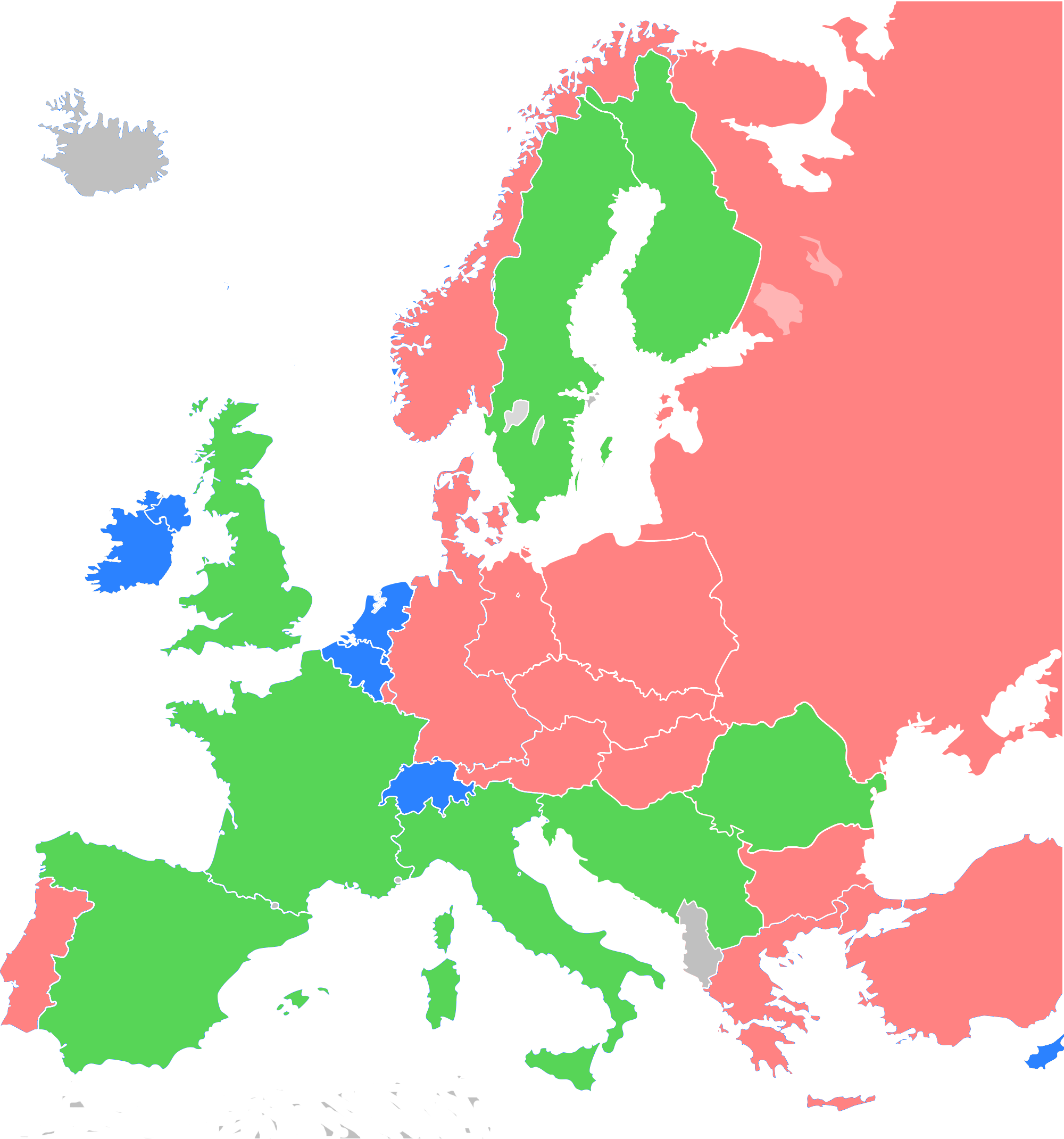
Posições dos Partidos Comunistas Europeus na Conferência de Berlim de 1976:
Ortodoxo
Eurocomunista
Neutro

Foi na Conferência de Berlim, em 1976, que reuniu todos os 29 partidos comunistas na Europa, que as teses do eurocomunismo começaram a ser debatidas. No seu discurso na conferência, Enrico Berlinguer, secretário-geral do Partido Comunista Italiano, esclareceu como a importância dos restantes partidos comunistas da Europa Ocidental, "através das suas pesquisas independentes, chegassem a elaborações semelhantes sobre o caminho a seguir para alcançar o socialismo e as características da sociedade socialista para construir nos seus países. Essas convergências e essas características comuns foram expressas recentemente nas declarações que concordamos com os camaradas do Partido Comunista da Espanha, do Partido Comunista Francês, do Partido Comunista da Grã-Bretanha. É a essas elaborações e pesquisas de um novo tipo que alguns dão o nome de "eurocomunismo". 
No entanto, no documento aprovado, foi reiterada a posição pró-soviética. Se, de facto, de um ponto de vista teórico os contributos dos eurocomunistas haviam sido consideráveis, na prática o não respeito à dissidência nas sociedades orientais e o direito de intervir politicamente em África eram novamente justificados. A ideia soviética de uma Europa neutra entre os dois blocos geopolíticos também foi revivida.
De facto, após a conferência, o Eurocomunismo já tinha as suas ambições reduzidas. Isso foi entendido quando Santiago Carrillo, secretário-geral do Partido Comunista de Espanha, no livro Eurocomunismo y Estado, lançou críticas ao modelo estatal soviético, o que levou não só a uma reação hostil de Moscovo, proibindo-lhe de intervir nas comemorações do 60º aniversário da Revolução de Outubro, como também o surgimento de uma ala pró-soviética dentro do Partido Comunista de Espanha.
Os pilares da nova estratégia diziam respeito à política interna de cada país e ao posicionamento internacional dos partidos comunistas na Europa Ocidental. No primeiro campo, eles propuseram formas de cooperação política que implicariam a participação em governos de coligação, superando as perspectivas restritas de alianças à esquerda. A ideia de não deixar a estrutura das instituições democráticas, mas de levar a força de trabalho ao poder através do pluralismo partidário e do sufrágio universal, influenciou toda essa estratégia.
No plano económico, a prespetiva seria da extensão da democracia na gestão da economia, que se baseasse em formas de parcerias público-privadas, provavelmente inspirada na Nova Política Económica, de Lenin. No campo internacional, a questão fundamental era obter uma posição independente do Partido Comunista da União Soviética, negando qualquer tipo de apoios e reivindicando a autonomia da elaboração política de cada partido em relação à sua própria situação nacional. Nos últimos anos, isso foi acompanhado pelas crescentes críticas às condições da democracia em países além da Cortina de ferro.
Para os críticos, por outro lado, esse "momento decisivo" foi uma mera tática para ampliar a popularidade dos partidos comunistas junto dos trabalhadores da classe média e empregados no setor público e dos novos movimentos sociais, como o feminismo e a ecologia. 

## Desenvolvimento adicional
O eurocomunismo foi, em muitos aspectos, apenas um palco para mudanças na estrutura política da esquerda europeia. Alguns, como os italianos, tornaram-se social-democratas, enquanto outros, como os holandeses, ingressaram na política verde e o Partido Comunista Francês durante os anos 1980 voltou a uma postura mais pró-soviética. O eurocomunismo tornou-se uma força na Europa em 1977, quando Enrico Berlinguer do PCI, Santiago Carrillo do PCE e Georges Marchais do PCF se reuniram em Madrid e traçaram as linhas fundamentais da "nova via".
As ideias eurocomunistas conquistaram pelo menos aceitação parcial fora da Europa Ocidental. Partidos proeminentes por ele influenciados fora da Europa foram o Partido Comunista da Austrália, o Partido Comunista Japonês, o Partido Comunista Mexicano e o Movimento Venezuelano pelo Socialismo. O líder soviético Mikhail Gorbachev também se referiu ao eurocomunismo como uma influência chave nas idéias da glasnost e da perestroika nas suas memórias.

### Eurocomunismo depois de 1989
Depois do colapso do sistema socialista na Europa de Leste, vários ex-apoiadores do eurocomunismo deixaram essa ideologia para trás. Na Itália, o Partido Comunista Italiano foi dissolvido; os proponentes da dissolução mudaram-se para posições mais social-democratas e fundaram o Partido Democrático de Esquerda , enquanto os oponentes continuaram a tradição eurocomunista no Partido da Refundação Comunista. Nos Países Baixos, o Partido Comunista dos Países Baixos foi fundido na Esquerda Verde em 1990, mas o Novo Partido Comunista dos Países Baixos foi fundado em 1992 por comunistas ortodoxos. Na Espanha, o Partido Comunista de Espanha, junto com outros partidos de esquerda, fundou o movimento social-comunista Esquerda Unida. O Partido Comunista Francês, por outro lado, foi na direção oposta: na década de 1980, afastou-se do eurocomunismo e retornou a posições amigas dos soviéticos, que substituiu por um apelo a um "comunismo da nova geração" após a queda dos regimes comunistas.
Mesmo antes do fim da Guerra Fria questionar a posição dos partidos de esquerda europeus e direcionar o debate político para reformas liberais e neoliberais, vários partidos eurocomunistas já viviam lutas internas. A ala direita dos comunistas (que mais tarde se fundiria no posterior Partido Democrático de Esquerda na Itália ou na posterior Iniciativa pela Catalunha Verdes) assumiu posições cada vez mais social-democratas, enquanto a esquerda (que mais tarde formaria partidos como o Partido da Refundação Comunista na Itália ou o Partido Comunista da Espanha) fez um esforço para manter posições "comunistas" claramente identificáveis.

## Principais figuras

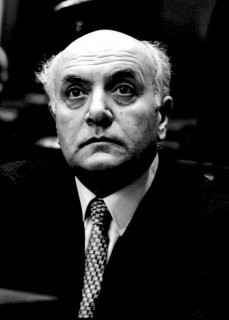
Altiero Spinelli, um dos primeiros propunentes do federalismo europeu.

- Altiero Spinelli
- Enrico Berlinguer
- Giorgio Napolitano
- Santiago Carrillo